# Донской (Азовский район)
Донской — хутор в Азовском районе Ростовской области. Входит в состав Кагальницкого сельского поселения.

## География
На хуторе имеются две улицы — Бакланова и Ермолова.

## История
В 1696 году, близ нынешнего хутора Петровского, для взятия Азова была устроена батарея, ниже находилась тоня, где по легенде ловили рыбу для Петра I во времена II похода на Азов. Тоня стала называться Государевой. После этих событий казаки и гарнизон крепости пользовались ею, но непременно спорили. Хутор же возникший, видимо, уже после 1774 года, получил название Государев.
До 1920 года хутор входил в состав Елизаветовской станицы Ростовского округа Области Войска Донского.
После революции название хутора было изменено на Донской.

## Население
| 1989 | 2002 | 2010 |
| ---- | ---- | ---- |
| 229  | ↗256 | ↘162 |

Национальный состав
Согласно результатам переписи 2002 года, в национальной структуре населения русские составляли 96 %.

## Достопримечательности
- В хуторе находится памятник архитектуры — Церковь Хутора Государева. Памятник датируется началом XIX века. Решением Малого Совета облсовета № 301 от 18 ноября 1992 года церковь внесена в список объектов культурного наследия местного значения под кодом № 6100434000[6].

- В хуторе находится памятник архитектуры — Родовой дом зажиточного казака И. А. Нефëдова. Памятник датируется 1-й половиной XIX века. Решением Малого Совета облсовета № 301 от 18 ноября 1992 года дом внесëн в список объектов культурного наследия местного значения под кодом № 6100435000[7].

- В хуторе находится памятник архитектуры — Родовой дом казака Шинкаренко. Информации о дате строительства дома нет. Решением Малого Совета облсовета № 301 от 18 ноября 1992 года дом внесëн в список объектов культурного наследия местного значения под кодом № 6100436000[8].

- В хуторе находится памятник архитектуры — Дом со встроенным магазином купца Белоусова. Памятник датируется 2-й половиной XIX века. Решением Малого Совета облсовета № 301 от 18 ноября 1992 года дом внесëн в список объектов культурного наследия местного значения под кодом № 6100437000[9].

- В хуторе находится памятник архитектуры — Родовой дом казака Д. Н. Ирхина. Памятник датируется 1891 годом. Решением Малого Совета облсовета № 301 от 18 ноября 1992 года дом внесëн в список объектов культурного наследия местного значения под кодом № 6100438000[10].

## Интересные факты
- «Граждане хутора Государева, Кагальницкой волости, Ростовского округа, продали соседнему хутору Коханову за несколько сот пудов пшеницы и три деревянных амбара свою церковь… за ненадобностью».[11]